# Vyšehořovice
Vyšehořovice település Csehországban, a Kelet-prágai járásban. Vyšehořovice Vykáň, Horoušany, Čelákovice, Mochov, Nehvizdy és Břežany II településekkel határos. Lakosainak száma 689 fő (2024. január 1.).

## Népesség
A település lakosságának változását az alábbi diagram mutatja:
| Lakosok száma | 605  | 652  | 737  | 543  | 549  | 601  | 604  | 639  | 656  | 689  |
|               | 1869 | 1900 | 1921 | 1961 | 1980 | 2011 | 2016 | 2019 | 2021 | 2024 |